# Boxmeer
Boxmeer ( udtale ? eller lokalt:  udtale ?) er en kommune og en by i den sydlige provins Noord-Brabant i Nederlandene.